# Helen Palmer Geisel
Helen Marion Palmer Geisel (23 de septiembre de 1898 - 23 de octubre de 1967), conocida profesionalmente como Helen Palmer, fue una autora, editora y filántropa infantil estadounidense. Era la esposa de su compañero autor Theodor Seuss Geisel, más conocido como Dr. Seuss. Sus libros más conocidos incluyen Do You Know What I'm Going to Do Next Saturday?, I Was Kissed by a Seal at the Zoo, Why I Built the Boogle House, y A Fish out of Water.

## La vida
Helen Marion Palmer nació en Brooklyn, Nueva York en 1898 y pasó su infancia en Bedford-Stuyvesant, un barrio próspero de Brooklyn. Cuando era niña, contrajo la poliomielitis, pero se recuperó casi por completo. Su padre, George Howard Palmer era oftalmólogo, y murió cuando Helen tenía 11 años. Tras pasar tres años enseñando inglés, se graduó de la universidad de Wellesley con honores en 1920.
Conoció a Ted Geisel, que era cinco años menor que ella, en la Universidad de Oxford. Tuvo una profunda influencia en su vida, empezando con su sugerencia de que debería ser artista en lugar de profesor de inglés. Más tarde declaró: "Los cuadernos de Ted siempre estaban llenos de estos animales fabulosos, así que me puse manos a la obra a orientarlo; Él era un hombre que podía dibujar esas imágenes; podría ganarse la vida haciendo eso". Se casaron en 1927 y debido a problemas de salud de Helen nunca pudieron tener hijos. Después de la Segunda Guerra Mundial, Ted trabajó en Hollywood en películas de propaganda. RKO Pictures le encargó adaptar Your Job in Japan; incluyó a Helen como colaboradora y ambos compartieron el crédito del guion. El proyecto final Design for Death ganó el premio Oscar de 1947 al mejor largometraje documental.
Durante casi una década después de la Segunda Guerra Mundial, Ted Geisel trabajó para alimentar el mercado en auge de los libros para niños. Durante este período, se basó en gran medida en el aliento y trabajo editorial de Helen. De hecho, la mayor parte de su carrera, se apoyó en Helen.

### La enfermedad y el suicidio
Geisel se suicidó en 1967 con una sobredosis de barbitúricos después de una serie de enfermedades (como el cáncer) que abarcaron 13 años. Geisel también estaba abatida por una floreciente relación de su marido con Audrey Stone Dimond. Sintiéndose incapaz de vivir sin él, Helen Geisel escribió en su nota de suicidio:

"Querido Ted, ¿Qué nos ha pasado? No lo sé. Me siento a mí misma en una espiral, yendo abajo, abajo, abajo, en un agujero negro del que no hay escapatoria, sin luz. Y fuerte en mis oídos por todos lados escucho, 'fracaso, fracaso, fracaso ...' te quiero tanto ... estoy tan vieja y enredada en todo lo que haces y eres, que no puedo concebir la vida sin ti ... Mi ida dejará bastantes rumores, pero puedes decir que estaba descuidada y sobreexcitada. Tu reputación con amigos y fanes no se verá dañada ... A veces, piensa en toda la diversión que tuvimos a lo largo de los años ...".

Aunque tan solo ocho meses después, en agosto de 1968, se casó con su amante Audrey Stone Dimond, su marido más tarde describió su reacción a su muerte: "Yo no sabía si matarme, quemar la casa, o simplemente desaparecer y perderme". Sobre la muerte de Helen, la sobrina de Ted, Peggy, comentó: "Lo que Helen hizo, lo hizo por amor absoluto a Ted". Su secretaria Julie Olfe calificó la muerte de Helen como "su último y más grande regalo para él".

## Trabajos
El más conocido libro de Helen Palmer es Do You Know What I'm Going to Do Next Saturday?, publicado en 1963. Este libro combina historias de Palmer con fotografías de Lynn Fayman, al igual que otros dos libros: I Was Kissed by a Seal at the Zoo (1962) y Why I Built the Boogle House (1964). Las fotografías en Was Kissed by a Seal at the Zoo fueron tomadas en el Zoológico de San Diego en Parque Balboa, San Diego, California, y contó con los niños de la Francis W. Parker School en San Diego que interactuaron con los animales del zoológico y el personal. También amplió el cuento del Dr. Seuss "Gustav the Goldfish" en el libro A Fish out of Water, que fue ilustrado por P. D. Eastman.